# 中野ブロンディーズ
『中野ブロンディーズ』（なかのブロンディーズ）は、2008年・2011年に行われた日本のミュージカル作品である。

## 概要
様々なオタクが集う中野ブロードウェイ。そんな中でオタク少女たちが出会う。他人に対して不器用ながらも自分の殻を破りたいという気持ちから、葛藤しながらもチアリーディング大会に向けて一つになろうと努力していく物語である。
チアリーディングのパフォーマンスも作品中にあり、BARKSは「最高の見せ場である」としている。

## 公演

### 全労済ホール
- 場所：全労済ホールスペース・ゼロ
- 日程：2008年3月12日 - 20日

### 新国立劇場
全労済ホールでの公演が好評だったため、再演が決定した。
- 場所：新国立劇場 小劇場
- 日程：2008年12月20日 - 25日

### サンシャイン劇場
- 場所：サンシャイン劇場
- 日程：2011年10月6日 - 10日

### 新神戸オリエンタル劇場
- 場所：新神戸オリエンタルシティ2階
- 日程：2011年10月19日 - 22日

## キャスト
|            | 全労済ホール公演                  | 新国立劇場公演                    | サンシャイン劇場、 新神戸オリエンタル劇場 | 役柄                                           |
| ---------- | --------------------------------- | --------------------------------- | ----------------------------------------- | ---------------------------------------------- |
| 脚本       | 金房実加 (天然スパイラル)         | 金房実加 (天然スパイラル)         | 金房実加 (天然スパイラル)                 | -                                              |
| 脚色・演出 | 大岩美智子 (劇団ジュークスペース) | 大岩美智子 (劇団ジュークスペース) | 大岩美智子 (劇団ジュークスペース)         | -                                              |
| 音楽       | 楠瀬拓哉 (OVERCOME MUSIC)         | 楠瀬拓哉 (OVERCOME MUSIC)         | 楠瀬拓哉 (OVERCOME MUSIC)                 | -                                              |
| 瑞希       | 杉本有美                          | AKINA                             | 増田有華 (AKB48 / DiVA)                   | 主人公                                         |
| エリー     | 黒木マリナ                        | 黒木マリナ                        | 田嶌友里香                                | ギャル系オタク                                 |
| ハスミ     | 落合祐里香                        | 藤崎ルキノ                        | 梅田悠 (SDN48)                            | アニメ・ゲームオタク                           |
| キット     | 森咲樹 (ハロプロエッグ)           | 森咲樹 (ハロプロエッグ)           | 原望奈美 (SKE48)                          | ゴスロリ系オタク                               |
| ゆずか     | りりあん                          | りりあん                          | 浦野一美 (SDN48)                          | 天然キャラコスプレオタク                       |
| 音木       | 藤崎ルキノ                        | 浦野一美 (AKB48)                  | 西脇彩華 (9nine)                          | オタクに興味のない一般人                       |
| 松子       | 小林由佳 (G-Rockets)              | 小林由佳 (G-Rockets)              | 小林由佳 (G-Rockets)                      | 特撮肉体派オタク                               |
| うさ       | 中島愛子                          | 中島愛子                          | 中島愛子                                  | 田舎モン純朴オタク                             |
| 沙織       | 長谷川桃                          | 長谷川桃                          | 長谷川桃                                  | オタク嫌いのチアリーディング部キャプテン       |
| ヒトミ     | 鈴木日和子                        | 鈴木日和子                        | 中根由衣                                  | チアリーディング部メンバー                     |
| るみ       | 丹羽あおい (天然スパイラル)       | 加茂杏子 (劇団ジュークスペース)   | 中根亜衣                                  | チアリーディング部メンバー                     |
| 寿美枝     | たくませいこ                      | たくませいこ                      | たくませいこ                              | オタクショップ「ブロンド」店主(おばあちゃん役) |

## 漫画化作品
ウェブコミック配信サイト『FlexComixネクスト』（Yahoo!コミック内）において2008年8月26日に読み切り「中野ブロンディーズ」掲載の後、10月7日より「中野ブロンディーズ 〜Go! チアリーダー!〜」の表題で連載された。作画は榎本マキ。